# Marianne Thyrring
Marianne Vendel Thyrring (født 18. december 1959) er en dansk politolog og direktør for Danmarks Meteorologiske Institut.
Hun er uddannet cand.scient.pol. fra Aarhus Universitet 1984 og har tidligere været ansat i Skatteministeriet, EU-repræsentationen og EU-kommissionen. Fra 1999 var hun ansat i Miljøministeriets departement; først som økonomichef og fra november 2003 som afdelingschef. 18. december 2007 blev hun departementschef i Miljøministeriet, og 18. december 2012 blev hun projektmedarbejder i Økonomi- og Indenrigsministeriet, hvor hun havde til opgave frem til juni 2013 at undersøge det lokale demokratis tilstand.. Herefter blev hun direktør i DMI, hvor hun afløste Lars Prahm.
I 2010 blev hun optaget i Kraks Blå Bog, og 14. januar 2012 blev hun Ridder af 1. grad af Dannebrogordenen.